# Tania Dixon
Tania Dixon (née le 25 juillet 1975), également typographiée Thania Dixon, est une chanteuse francophone d'origine américaine, principalement connue pour sa participation au projet dance Lady au début des années 2000 et son single Easy Love.

## Biographie
Tania Dixon nait le 27 juillet 1975 dans les Abymes, d'un père styliste et tailleur guadeloupéen et d'une mère californienne. Elle est fille unique. Au divorce de ses parents, à l'âge de sept ans, elle suit son père en France.
Durant son adolescence, fan de soul music et de r'n'b, elle chante dans une chorale et voyage entre la Guadeloupe et les États-Unis, découvrant ainsi deux cultures : la musique rythmée des îles et les clubs new-yorkais.
En 1994, elle rencontre Philippe Boumat à New-York, en quête de nouveaux talents, qui lui propose d'enregistrer des chansons en Italie. Dès 1995, elle travaille en tant que chanteuse, choriste et danseuse pour le cabaret Aux Trois Mailletz à Paris puis participe aux projets musicaux italiens Silver et D-Mention, où elle officie sur scène en remplaçant Sara Wahabi. En 1996, elle collabore avec Dj Pierre (de son vrai nom Pierangelo Feroldi, producteur et dj italien) sur son single Can You Touch Me, qui la met en relation avec la société Brioche Music qui lui propose de réaliser quelques productions dance.
En 2000, Tania Dixon (son vrai prénom mais nom d'emprunt) prend part au projet Lady avec Michel Fages et Omar Lazouni. Le single Easy Love, samplant Stay the Night (en) de Billy Ocean, rencontre le succès des deux côtés de l'Atlantique (#3 en France, #15 au Billboard Dance Club Songs) et conduit à la production de l'album Can You Feel It  ainsi qu'une tournée à travers le monde (Royaume-Uni, Algérie, Maroc, Turquie, Grèce et Tahiti).
Dans les années 2010, elle collabore avec Salomé de Bahia (2012) et L.I.F.E. (2017).
En mars 2019, sous le nom de Tania Claire, elle ouvre une boutique de vêtements vintage à Paris.
Le single I Don't Know Why sort en 2020, titre réalisé en collaboration avec Luka Turco pour lequel elle choisit le pseudonyme Lady Dyal.
Elle a une fille.

## Discographie

### Album
| Année | Interprète référencé | Titre           | Label      | Référence    |
| 2000  | Lady                 | Can You Feel It | Dance Pool | DAN 500734 2 |

### Singles
| Année | Interprète référencé         | Titre                  | Label                 | Référence        | Classement                                     |
| 1995  | Thania Dixon                 | Funky Music            | Musidisc              | 118602           |                                                |
| 1996  | DJ Pierre feat. Thania Dixon | Can You Touch Me       | Inside / Musidisc     | IN 6117 / 120302 |                                                |
| 1998  | Tania Dixon                  | Show Me The Way        | United Sounds Belgium | 740347-5         |                                                |
| 1999  | Tania Dixon                  | I Miss Heaven          | Universal             | 561165-2         |                                                |
| 2000  | Lady                         | Easy Love              | Dance Pool            | DAN 669148-1     | France #3 Belgique #12 Suisse #35 Pays-Bas #79 |
| 2000  | Lady                         | I Need You, I Want You | Dance Pool            | DAN 669753-1     | France #20 Belgique #37 Suisse #79             |
| 2000  | Lady                         | Dance to the Music     | Epic Records          | EGP 671015-9     | France #35 Belgique #Tip Wallonie              |
| 2012  | Lady & Salomé de Bahia       | Call Me Up !           | Hands On Productions  |                  |                                                |
| 2017  | L.I.F.E feat. Lady           | Viva la Vita           | Italia Claw           | CLIO15CD         |                                                |
| 2020  | Lady Dyal                    | I Don't Know Why       | Claw Records          |                  |                                                |